# Kanton Orcières
Kanton Orcières (fr. Canton d'Orcières) je francouzský kanton v departementu Hautes-Alpes v regionu Provence-Alpes-Côte d'Azur. Tvoří ho tři obce.

## Obce kantonu
- Champoléon
- Orcières
- Saint-Jean-Saint-Nicolas